# Piazza Massimo Troisi
Piazza Massimo Troisi è una piazza di San Giorgio a Cremano.
Già Piazza Garibaldi, ma comunemente nota come Piazza Taralli, dal 1997 (sindaco Aldo Vella) la piazza è dedicata a Massimo Troisi, dopo una cerimonia di inaugurazione alla presenza dell'allora Ministro degli Interni Giorgio Napolitano.
La piazza, che è il luogo simbolo della città, è nata nel Seicento in seguito all'accumulazione dei detriti delle acque piovane portate a valle dagli alvei di via Pittore e via Don Morosini.
Secondo testimonianze storiche e documentali dell'epoca, infatti, fu l'incontro tra i due alvei a dare origine alla massa di detriti dalla quale poi si è formata la piazza vera e propria. Già a quell'epoca la piazza costituiva il centro nevralgico della vita economica e commerciale della cittadina vesuviana, come attesta anche la mappa del Duca Carafa di Noja conservata oggi presso la biblioteca comunale di Villa Bruno.
Allora come oggi, infatti, la piazza rappresentava la linea di demarcazione tra la parte alta della città e quella più bassa e costituiva dunque un passaggio obbligato per tutti coloro che dovevano spostarsi da una parte all'altra della città.
Nel corso dei suoi quattrocento anni di vita la piazza ha cambiato nome più volte.
Inizialmente, per indicare lo slargo nato dai detriti delle acque piovane, i sangiorgesi usavano l'espressione "alli taralli dove se dice lo pizzone".
La ragione di questa denominazione è semplice: visto dall'alto, lo slargo assumeva verso via de Lauzieres la forma di un becco d'uccello, di un "pizzone" appunto.
Nel 1856 la piazza assunse il nome di piazza Taralli e ospitò un capolinea dei primi tram a cavalli che collegavano la città di San Giorgio a Cremano con Napoli; tale diramazione della tranvia Napoli-Portici-Torre del Greco, elettrificata nel 1903, si distaccava dalla linea principale all'altezza della stazione di Pietrarsa-San Giorgio a Cremano seguendo via Benedetto Croce.
In seguito i binari della neonata Circumvesuviana caratterizzarono l'aspetto estetico della piazza dividendola in due sezioni separate tra loro da un passaggio a livello; negli anni settanta la ferrovia fu interrata e la piazza "liberata" dai binari. A fine anni '80 piazza Taralli venne sostituita da un'enorme rotonda fiorita con prato e alberi aghifoglie; la rotonda era praticabile in quanto provvista di un marciapiede e strisce pedonali che la collegavano ai marciapiedi degli esercizi commerciali adiacenti.
Nel 2005, sulla scia delle piazze di inizi anni '2000 , la piazza si presenta come un'agorà a cielo aperto con pietra lavica scura e un pavimento a scacchiera; per realizzare la piazza (questa volta di forma triangolare) venne rimosso il verde e gli alberi trentennali presenti nella rotonda, e oltre a questo fu chiusa la stradina che permetteva la rotatoria, comportando in quegli anni un consistente aumento del traffico. Nel 2019, ormai in stato di degrado, la giunta sotto la magistratura Zinno approvò il progetto di una nuova piazza Troisi, più verde della precedente ma che esteticamente in continuità: la rotatoria fu ripristinata  e con esso l'originario senso di marcia. La nuova piazza Troisi venne inaugurata e dal 2021 si presenta come una piazza trapezoidale, dai bordi arrotondati. I giardini si presentano con prato all'inglese e circondati da siepi e salici.